# Ірина Хозарська
Ірина Хозарська (*Ειρήνη, д/н — 750) — візантійська імператриця.

## Життєпис
Походила з хозарської правлячої династії Ашина. Донька Біхара, володаря Хозарського каганату. Народилася у м. Семендер або Ітіль. Отримала ім'я Чічак, що значить «квітка». 732 року була видана заміж за сина імператора Льва III — Костянтина. Впровадила моду на весільну сукню, що отримала назву чічакія. Перед укладанням шлюбу прийняла християнство, змінивши ім'я на Ірина.
Після смерті імператора Льва III почалася боротьба між Костянтином V і Артабастом за трон. Тому лише після перемоги над останнім у 743 році Ірина отримала титул Августи. Основну увагу приділяла підтримці монастирів та церков, була покровителькою Стефана Сурозького.
У 750 році невдовзі після народження сина Льва імператриця померла.